# Нападач (филм)
Нападач је југословенски психолошки драмски телевизијски филм из 1993. године. Режирао га је Ђорђе Кадијевић, по сопственом сценарију. Смештен у савремени Београд, радња прати промене у животу телевизијског водитеља Зорана (Слободан Ћустић), након што он бива нападнут од стране непознатог нападача. Поставу филма чине између осталог: Ивана Михић, Радош Бајић, Драган Јовановић и Данило Лазовић. Нападач је последњи дугометражни филм који је Ђорђе Кадијевић снимио.